# Louis-Gustave Binger
Pour les articles homonymes, voir Binger.
Louis-Gustave Binger, né le 14 octobre 1856 à Strasbourg (Bas-Rhin) et mort le 10 novembre 1936 à L'Isle-Adam (Seine-et-Oise), est une figure majeure de l'exploration et de la colonisation française en Afrique de l'Ouest. Officier, explorateur et administrateur colonial, il a joué un rôle déterminant dans la consolidation de l'empire colonial français dans la région.
Formé à l'École militaire de Saint-Cyr, ses premières missions en Afrique de l'Ouest lui permettent d'acquérir une connaissance approfondie des territoires et des populations locales. En 1887, il entame sa plus grande expédition : la traversée de l'Afrique de l'Ouest du Niger jusqu'au golfe de Guinée. Son récit de voyage, publié en deux volumes sous le titre Du Niger au golfe de Guinée par le pays de Kong et le Mossi, est un ouvrage de référence sur l'Afrique de l'Ouest de la fin du XIXe siècle.

## Jeunesse
Né à Strasbourg, au 43, rue de la Carpe-Haute dans le faubourg de la Robertsau dans une famille protestante, il habite, après la mort de son père, avec sa mère à Niederbronn puis à Sarreguemines.
À Niederbronn, il a pour instituteur un certain M. Münch, qui avec ses deux fils et deux autres élèves, le prend en charge. Il lui apprend la physique, la chimie et la géométrie et partage son savoir sur les récits de David Livingstone, René Caillié, Heinrich Barth, Tombouctou ou sur les récits d'aventures de Fenimore Cooper, Gustave Aimard ou Jules Verne, parmi bien d'autres.
À 15 ans, pendant la guerre franco-allemande de 1870, il assiste à l'arrivée des troupes prussiennes dans la ville de Sarreguemines. Sa mère parvient à le placer chez un négociant en fers, fonte, quincaillerie et épicerie en gros.
Pour échapper au service militaire allemand, il obtient, contre rétributions, une demande d'autorisation d'émigration (Auswanderungschein), les émigrés n'étant pas recherchés pour l'engagement. Il part ainsi en France et trouve une place de vendeur en quincaillerie à Sedan (1873). Il y suit en parallèle des études données par des professeurs civils et de jeunes officiers. Le jour même de ses dix-huit ans, le 14 octobre 1874, il s'engage, à Mézières pour cinq ans au 20e bataillon de chasseurs à pied. Il part alors en garnison à Rouen. Rapidement, il est élevé au grade de sergent, puis sergent-major et poursuit des études de droit et d'histoire. Décrochant le premier prix d'ensemble, il est admis d'office à l'école militaire d'infanterie d'Avord dans le Cher (1879) et en sortira neuvième.
Sous-lieutenant (1880) au 4e régiment d'infanterie de marine à Toulon, il décide de se porter volontaire pour les colonies.

## L'explorateur
En janvier 1882, il embarque sur La Creuse à destination du Sénégal. Après avoir fait escale à Oran et à Tanger, il arrive à Dakar où il se porte directement volontaire pour le camp des Madeleines alors contaminé par la fièvre jaune. Rencontrant par hasard Alfred Dodds, il est engagé par celui-ci pour une expédition en Casamance visant à combattre deux chefs noirs dont les actes avaient mis la région en effervescence. Après la réussite de la mission, il sert à Dakar comme inspecteur des postes de Portudal et Kaolack puis revient en France en 1884 à bord du Tarn. Il commande alors à Toulon plusieurs compagnies puis est affecté à un service de comptabilité, ce qui ne l'enchante guère. Il se porte alors volontaire pour une mission topographique dans le Haut-Sénégal sous les ordres du capitaine Monteil et est chargé de faire lever le camp de Diamou. Avec Monteil, il dresse alors une Carte des Établissements français du Sénégal dressée par ordre du Sous-Secrétaire d’État de la Marine et des Colonies (1886).
À son retour, le ministère de la Marine prend en charge la publication de son Essai sur la langue bambara. Louis Faidherbe l'engage alors auprès de lui au ministère dans le but de mettre en ordre ses travaux linguistiques. Il est alors envoyé au Sénégal.

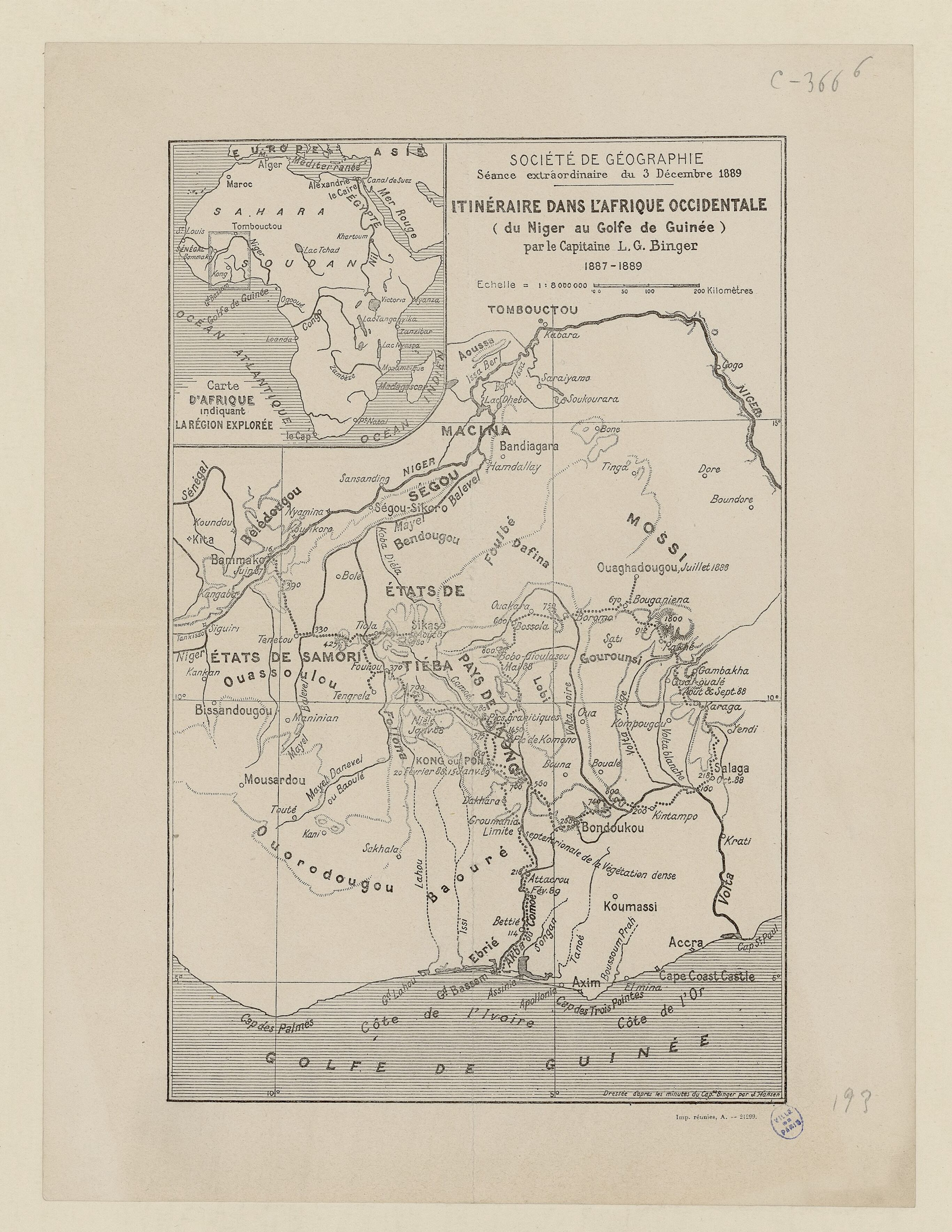
Carte établie d'après l'expédition de 1887.

Faidherbe le soutient dans son entreprise ambitieuse de traverser l’Afrique de l'Ouest depuis le cours supérieur du Niger jusqu’à la côte de Guinée. Parti en février 1887 de Bamako, Binger traverse Tenetou et Sikasso (actuel Mali), avant de se diriger au sud vers Kong, qu’il atteint le 20 février 1888.
Il y constate que les « montagnes de Kong » qui figuraient jusque-là sur les cartes n’ont aucune existence réelle. En revanche il identifie l’étroite ligne de séparation des eaux entre les affluents du Niger et les fleuves qui coulent en direction du golfe de Guinée, comme la Comoé ou le Bandama.
De Kong, Binger se dirige vers le nord, et par Boromo (sur la Volta noire) vers Ouagadougou, qui se situe plus à l’est. De là, forcé de faire un détour au sud par l’actuel Ghana, il atteint en octobre Salaga via le pays gurunsi, puis Kintampo et Bondoukou. Le 5 janvier 1889 il fait la jonction avec Treich-Laplène qui avait été envoyé à sa rencontre, et il poursuit avec lui son expédition jusqu’à Grand-Bassam (Côte d’Ivoire actuelle). Par des traités avec les chefs locaux à Kong (10 janvier 1889, Karamokho-Oulé Ouattara) et Bondoukou, il place les contrées éloignées situées entre le Haut-Niger et le golfe de Guinée sous influence française et ouvre de nouvelles voies au trafic commercial vers la colonie française de Grand-Bassam.
À Kong, Binger adopte l'enfant d'une esclave qu'il a rendu libre et assiste à son baptême. L'enfant est alors nommé Karamokho-Oulé-Binger.

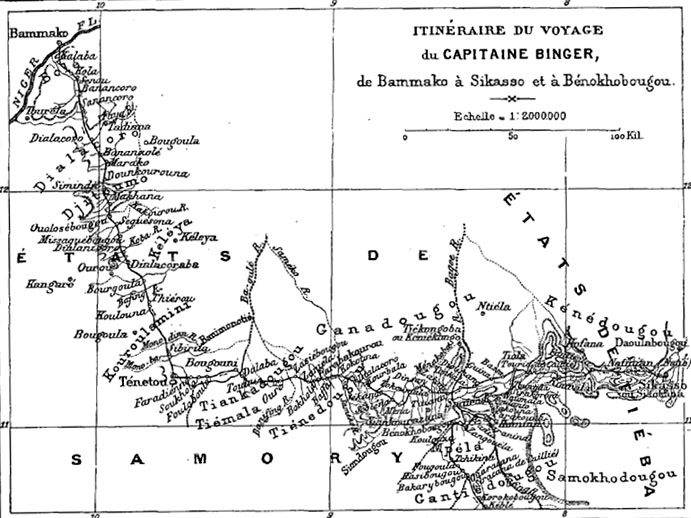
« Itinéraire du voyage du capitaine Binger, de Bammako à Sikasso et à Bénokhobougou »
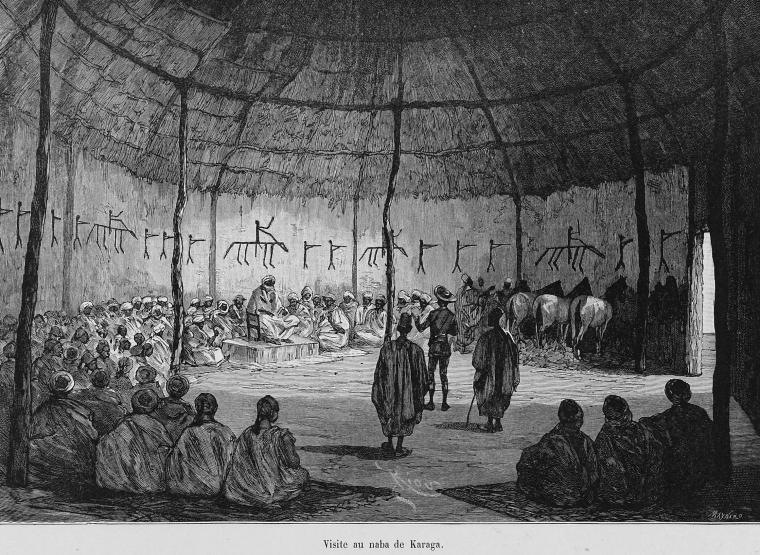
« En visite chez le naba de Karaga » (gravure É. Riou)
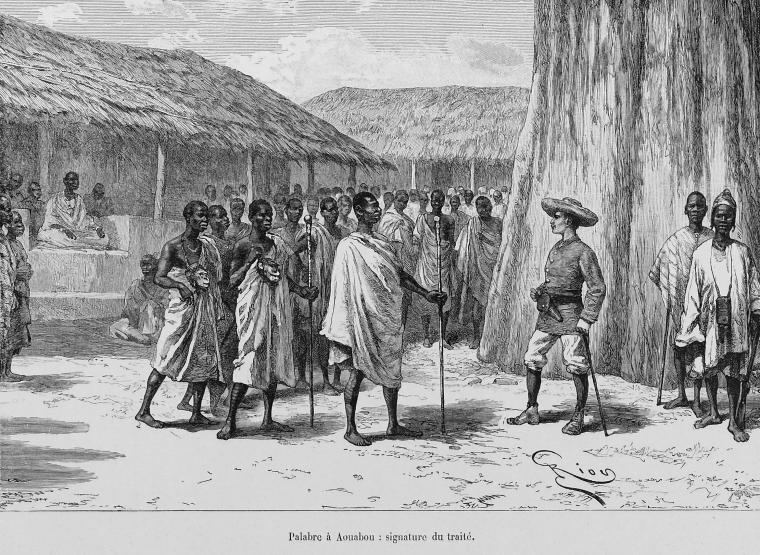
« Palabre à Aouabou : signature du traité »
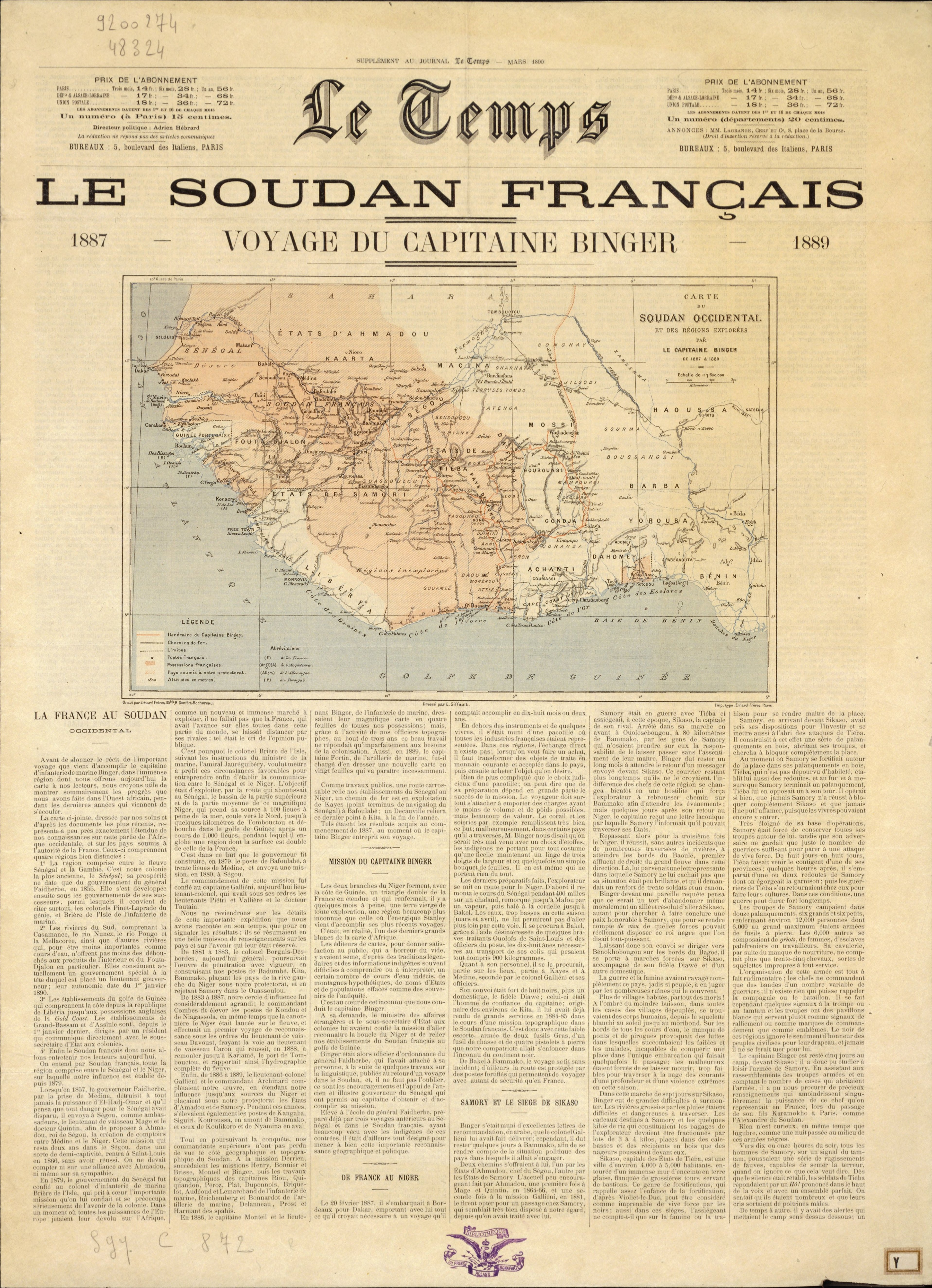
Le voyage de Binger à la une du Temps

À son retour en France, il loge quelque temps à Amiens chez un ami et y rencontre Jules Verne. Il reçoit la grande médaille d'or de la Société de géographie tandis que lui est aussi remise la coupe en argent que les Britanniques avaient offerte à René Caillié en 1816 lors du retour de sa mission au Galam.
Binger reprend ensuite son service d'officier d'ordonnance auprès du Grand-Chancelier. Il est présent aux obsèques de Faidherbe puis prépare un examen de sortie de l’École de guerre mais échoue. Le 16 mars 1890, il apprend la mort de son ami Treich-Laplène. Il écrit : 
« Sa mort m'a été pénible et douloureuse. Les colonies perdaient en même temps un homme de grande valeur tout désigné pour faire, encore jeune, un gouverneur éminent ; il a prouvé par son activité inlassable, le soin jaloux avec lequel il a défendu nos droits de souveraineté contre les agissements et les empiétements sur notre frontière du Gold-Coast. »

### Mission de délimitation de la Côte d'Ivoire

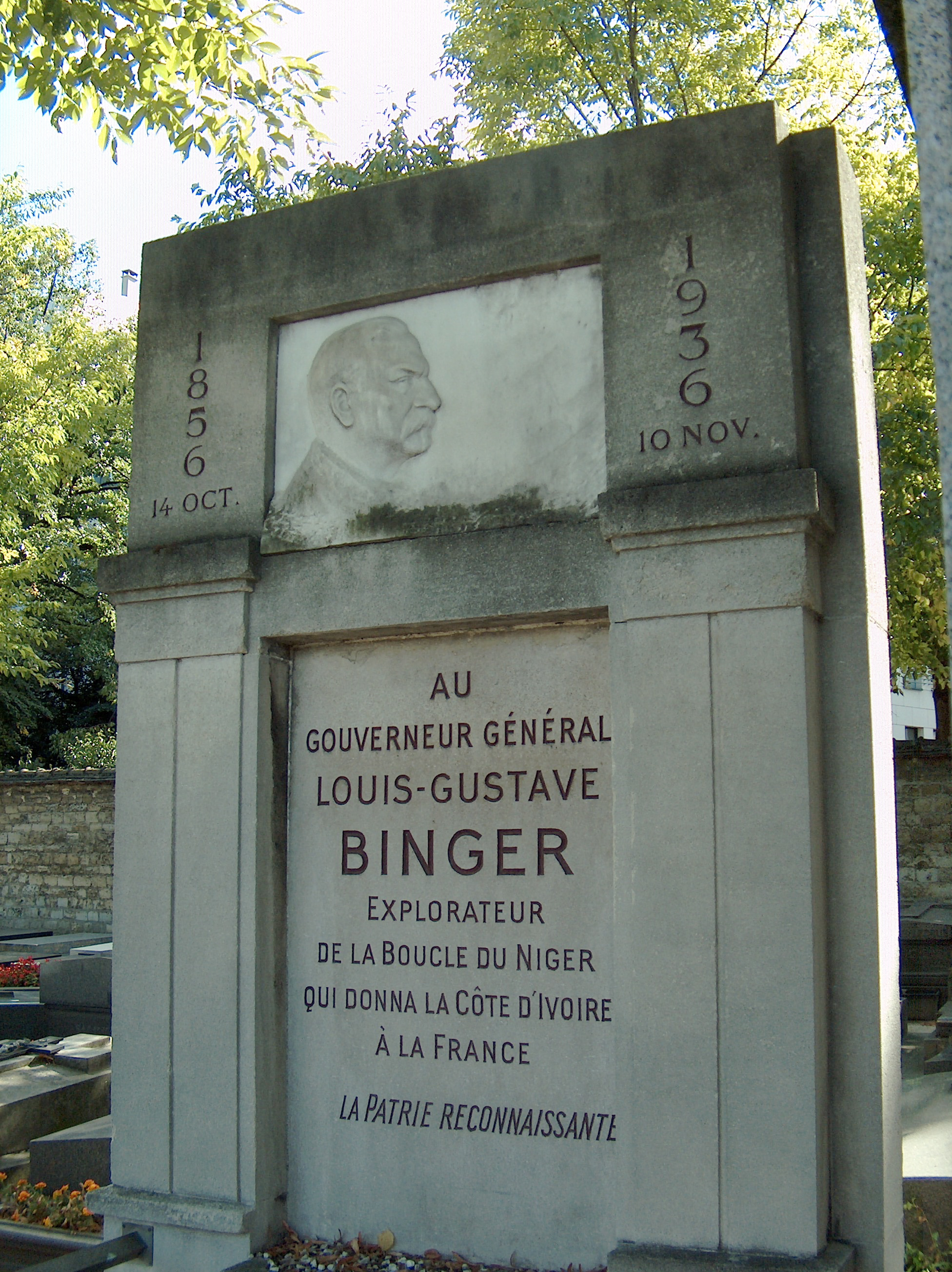
Stèle de Louis-Gustave Binger au cimetière du Montparnasse à Paris

Binger décrit son voyage dans son ouvrage en deux volumes Du Niger au Golfe de Guinée (Paris, 1891). En 1892, il est nommé commissaire d’une mission française pour délimiter la frontière entre les territoires français et anglais dans le pays Ashanti. Il part alors avec deux officiers, les lieutenants Braulot et Gay, un médecin, le docteur Crozat et son ami Marcel Monnier.
Binger visite alors le pays d'Assinie, l'Indénié et l'Assikasso, repasse à Kong et Bondoukou et revient par le Djimini et le Diammala.

## L'administrateur
Premier gouverneur de la Côte d’Ivoire française (1893-1895) dont il a proposé le nom, il prend possession de la côte ouest de la colonie et fait appliquer la convention avec le Liberia du 8 décembre 1892 en créant les postes de Sassandra, San Pedro, Bereby, Tabou et Bliéron à l'embouchure du Cavally et porte l'influence de la colonie jusqu'au cap des Palmes.
Par deux voies parallèles, il fait débuter la pénétration vers l'intérieur en fondant les postes de Thiassalé sur le Bandama et de Bettié sur la Comoé.
En octobre 1895, il demande à être relevé de ses fonctions pour raisons de santé. Il est remplacé en février 1896, par le gouverneur Bertin qui meurt un mois après son arrivée, puis par Mouttet en mai 1896. Binger souhaite alors prendre sa retraite, mais André Lebon, ministre des Colonies, lui signifie qu'un poste lui est réservé au ministère. Lebon le prie alors de lui exposer la situation sur le Haut-Niger pour pouvoir lutter contre Samory Touré, chef de la résistance à la pénétration et à la colonisation française en Afrique de l'Ouest.
Nommé directeur des Affaires d'Afrique au ministère des Colonies (1896), il est envoyé en mission, avec pleins pouvoirs, au Sénégal après la capture de Samory Touré qu'il rencontre à Saint-Louis et pour y réorganiser l'armée.
Il participe à l'élaboration des conventions mettant fin aux rivalités entre la France et l'Angleterre en Afrique (1898-1906). Lors d'un de ses nombreux séjours à Londres, la Royal Geographical Society lui remet sa médaille d'or. En 1898, il est nommé directeur au ministère français des Colonies, poste qu'il occupera pendant dix ans.
En 1908, il s'établit dans le Périgord et voyage encore aux États-Unis et au Canada. En 1918, il s’installe à Strasbourg puis, en 1926, la Chambre de commerce de Grand-Bassam l'engage pour une inspection des établissements de l'Afrique-Occidentale française.
Il s'embarque alors à Marseille (1927) pour Grand-Bassam.
Louis-Gustave Binger meurt à 80 ans le 10 novembre 1936 à L'Isle-Adam, où un monument est érigé en sa mémoire. Il est inhumé au cimetière du Montparnasse à Paris. Il est le grand-père maternel de l'écrivain Roland Barthes qui décrit ainsi son aïeul : « Dans sa vieillesse, il s'ennuyait. Toujours assis à sa table avant l'heure (bien que cette heure fût sans cesse avancée), il vivait de plus en plus en avance, tant il s'ennuyait. Il ne tenait aucun discours. ».

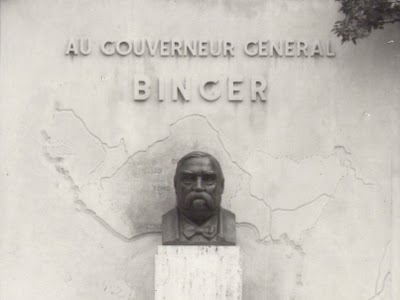
Monument en l'honneur de Louis-Gustave Binger à L'Isle-Adam.

## Distinctions et hommages
- -  Grand officier de la Légion d'honneur par décret du 21 octobre 1932[27].
  -  Commandeur de la Légion d'honneur par décret du 17 juin 1898.
  -  Officier de la Légion d'honneur par décret du 5 décembre 1892.
  -  Chevalier de la Légion d'honneur par décret du 1er avril 1889.
- La ville de Bingerville, qui fut la seconde capitale de la Côte d’Ivoire, après Grand-Bassam et avant Abidjan, porte encore son nom aujourd’hui.
- Michel Verne le mentionne dans son roman (signé Jules Verne), L'Étonnante Aventure de la mission Barsac (partie 1, chapitre II)[28].
- Depuis 1937, son nom est porté par une rue de Strasbourg, sa ville natale[27].
- Le 25 octobre 1937, la Côte d'Ivoire émet un timbre pour commémorer sa mort et à l'occasion du 50e anniversaire de sa grande exploration[29] et un autre timbre en 1993 à l'occasion du centenaire de la création du pays, sur lequel il figure dans un médaillon, au côté du président Félix Houphouët-Boigny[29].
- Bingerville est également un hameau de Bainville-aux-Miroirs en Meurthe-et-Moselle, où Claude Émile Binger, petit cousin de l'explorateur, construisit un château[30].

## Œuvres
- [Binger 1891] Louis-Gustave Binger, Esclavage, islamisme et christianisme, Paris, Société d'éditions scientifiques, 1891, 112 p. (lire en ligne).
- [Binger 1886a] Louis-Gustave Binger, Essai sur la langue bambara parlée dans le Kaarta et dans le Bélédougou ; suivi d'un vocabulaire, avec une carte indiquant les contrées où se parle cette langue, Paris, Maisonneuve frères et C. Leclerc, 1886, 132 p. (lire en ligne).
- [Binger 1886b (1re partie)] Louis-Gustave Binger, « Les routes commerciales du Soudan occidental : 1re partie », dans La Gazette géographique et l'exploration, t. XXI, 18 mars 1886 (lire en ligne), p. 201-206.
- [Binger 1886b (2e partie)] Louis-Gustave Binger, « Les routes commerciales du Soudan occidental : 2e partie », dans La Gazette géographique et l'exploration, t. XXI, 25 mars 1886 (lire en ligne), p. 221-228.
- [Binger 1889a] Louis-Gustave Binger, « Du Niger au golfe de Guinée par Kong », dans Bulletin de la Société de géographie, 1889 (lire en ligne), p. 329-371.
- [Binger 1889b] Louis-Gustave Binger, Carte du Haut-Niger au golfe de Guinée par le pays de Kong et le Mossi, levée et dressée de 1887 à 1889 par L. G. Binger, Paris, Service géographique des colonies, 1889.
- [Binger 1889c] Louis-Gustave Binger, « Transactions, objets de commerce, monnaie des contrées d'entre le Niger et la Côte d'Or », dans Bulletin de la Société de géographie commerciale, 1889-1890 (lire en ligne), p. 77-90.
- [Binger 1890] Louis-Gustave Binger, Le Soudan français : voyage du capitaine Binger (1887-1889) (supplément du journal Le Temps), 1890, 4 p.
- [Binger 1892 (vol. 1)] Louis-Gustave Binger, Du Niger au golfe de Guinée, vol. 1, Paris, Hachette, 1892 (lire en ligne).
- [Binger 1892 (vol. 2)] Louis-Gustave Binger, Du Niger au golfe de Guinée, vol. 2, Paris, Hachette, 1892 (lire en ligne).
- [Binger 1903] Louis-Gustave Binger, Le Serment de l'explorateur (roman d'aventures), Paris, J. Tallandier, coll. « Librairie illustrée », 1903, 294 p.
- [Binger 1906] Louis-Gustave Binger, Le Péril de l'Islam, Paris, Comité de l'Afrique française, 1906, 118 p. (lire en ligne).
- [Binger 1938] Louis-Gustave Binger, Une vie d'explorateur, Paris, Fernand Sorlot, 1938, 288 p. (BNF 31818376).Souvenirs extraits des Carnets de route ou notés sous la dictée par son fils Jacques Binger et commentés par René Bouvier et Pierre Deloncle.